# Jacques Daviel
Pour les articles homonymes, voir Daviel.
Jacques Daviel, né le 11 août 1693 à La Barre-en-Ouche et mort le 30 septembre 1762 à Genève, est un chirurgien et ophtalmologue français. Chirurgien et oculiste du roi Louis XV, il est l'auteur de la méthode d'extraction du cristallin dans l'opération de la cataracte.

## Biographie
Il commence ses études de chirurgie en apprentissage chez son oncle, chirurgien à Rouen. Puis il va à Paris, pour les terminer à l'Hôtel-Dieu. En 1720, il se trouve parmi les jeunes chirurgiens volontaires, détachés de l'hôpital, pour aller porter secours à la ville de Marseille, alors touchée par une épidémie de peste. En 1722, en gage de reconnaissance publique, il est admis au Corps des Maîtres Chirurgiens de Marseille. Il est alors honoré par le roi Louis XV d'une décoration : une croix (voir portrait ci-contre) portant l'image de saint Roch avec l'inscription Pro fugata peste.
Il décide de s'établir à Marseille, où il devient chirurgien-major des galères, poste recherché, car il est doté d'une bonne pension annuelle alors que les galères sortent peu, et uniquement en été. Cela lui permet de donner aussi des cours d'anatomie et de chirurgie dans les hôpitaux de la ville. Ses dissections et expériences lui valent d'être nommé membre associé de l'Académie de Chirurgie de Paris.
À partir de 1728, il se consacre entièrement aux maladies des yeux, et plus particulièrement à l'opération de la cataracte qu'il pratique d'abord d'une façon traditionnelle datant de l'antiquité : l'abaissement du cristallin par une aiguille. Il y acquiert une grande dextérité, car il s'entraine beaucoup sur le cadavre. Sa réputation devient internationale. De 1736 à 1742, il voyage en Espagne et en Italie à la demande de grands personnages. En 1746, il s'établit à Paris, où il devient Chirurgien ordinaire, puis oculiste du roi Louis XV en 1749.
En 1741, il découvre fortuitement une nouvelle technique. Constatant qu'il lui est impossible de réparer un cristallin mal abaissé plusieurs années auparavant, et susceptible de se compliquer, il décide en désespoir de cause de l'enlever. À sa grande surprise, il constate que le patient retrouve une vue claire, on croyait en effet depuis l'antiquité que le cristallin était le siège de la vision.
Daviel comprend aussitôt l'importance de cette découverte. Il améliore cette technique pour la mettre au point et la publier en 1752 à l'Académie de Chirurgie de Paris, sous le titre  « Une nouvelle méthode de guérir la cataracte par l'extraction du cristallin ». Il a obtenu 282 guérisons sur 313  cas, soit  90  %  de succès. Le  retentissement est immense. Il était déjà connu, il est désormais encensé dans tous les pays, devenant membre associé de toutes les Académies Royales et des grandes villes d'Europe.

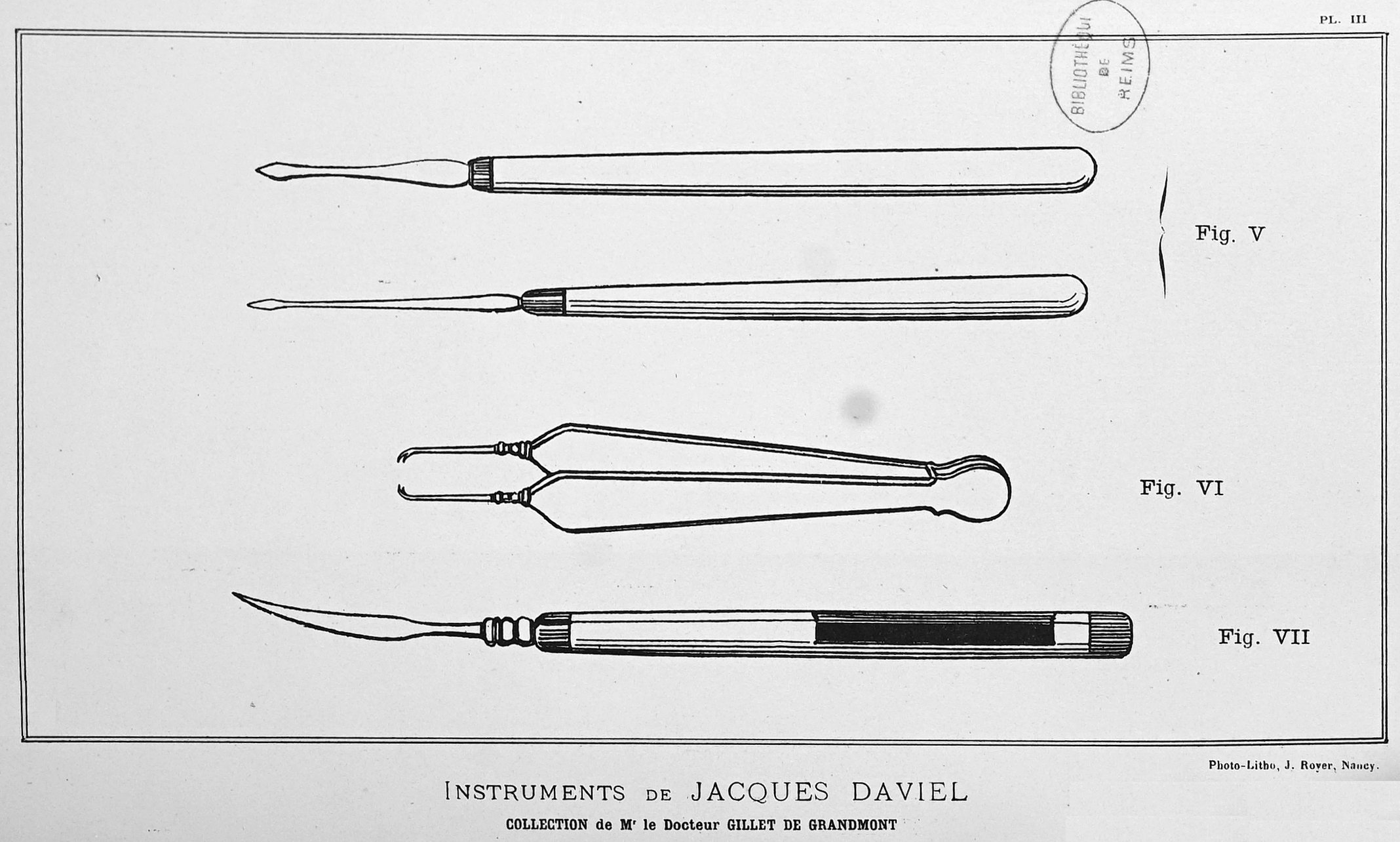
Instruments de Jacques Daviel.

Il est appelé par plusieurs souverains, dont le roi Ferdinand VI d'Espagne, le prince Clément de Bavière... qui, avec des offres avantageuses, cherchent à se l'attacher en tant qu'oculiste, mais il préfère toujours revenir en France pour se rendre utile dans les différentes provinces. Il passait, par exemple, en septembre 1751 à Reims où il exécutait quarante trois opérations de la cataracte en une semaine et suivi les résultats des opérations en maintenant une correspondance avec les médecins de la ville.
En 1760, il est atteint d'un cancer du larynx. Il se rend à Genève, pour consulter Théodore Tronchin, médecin célèbre en son temps, mais il y meurt le 30 septembre 1762, à l'âge de 69 ans. Il est enterré dans le cimetière du Grand-Saconnex, près duquel se trouve un monument funéraire élevé en 1885 par les oculistes suisses à sa mémoire.

### Armes
Il avait un sceau avec trois merlettes et comme devise : audaces fortuna juvat.

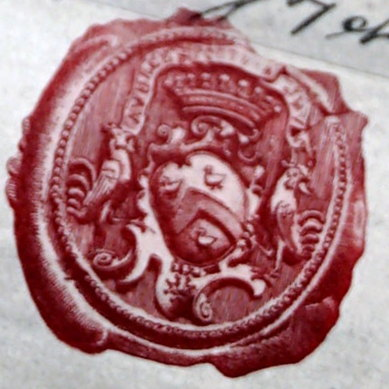
Son sceau.

## Hommages et postérité
- Il a notamment laissé son nom à la rue Daviel, depuis 1894, dans le quartier de la Butte-aux-Cailles à Paris, et à l’hôtel Daviel à Marseille.
- Un buste, réalisé en bronze par Alphonse Guilloux, situé sur le parvis de l'Hôtel-Dieu de Marseille le représente.
- Le collège de la Barre-en-Ouche porte son nom (collège Jacques-Daviel).
- À Bernay une statue en pierre, remplace celle en bronze d'Alphonse Guilloux, fondue en 1942.

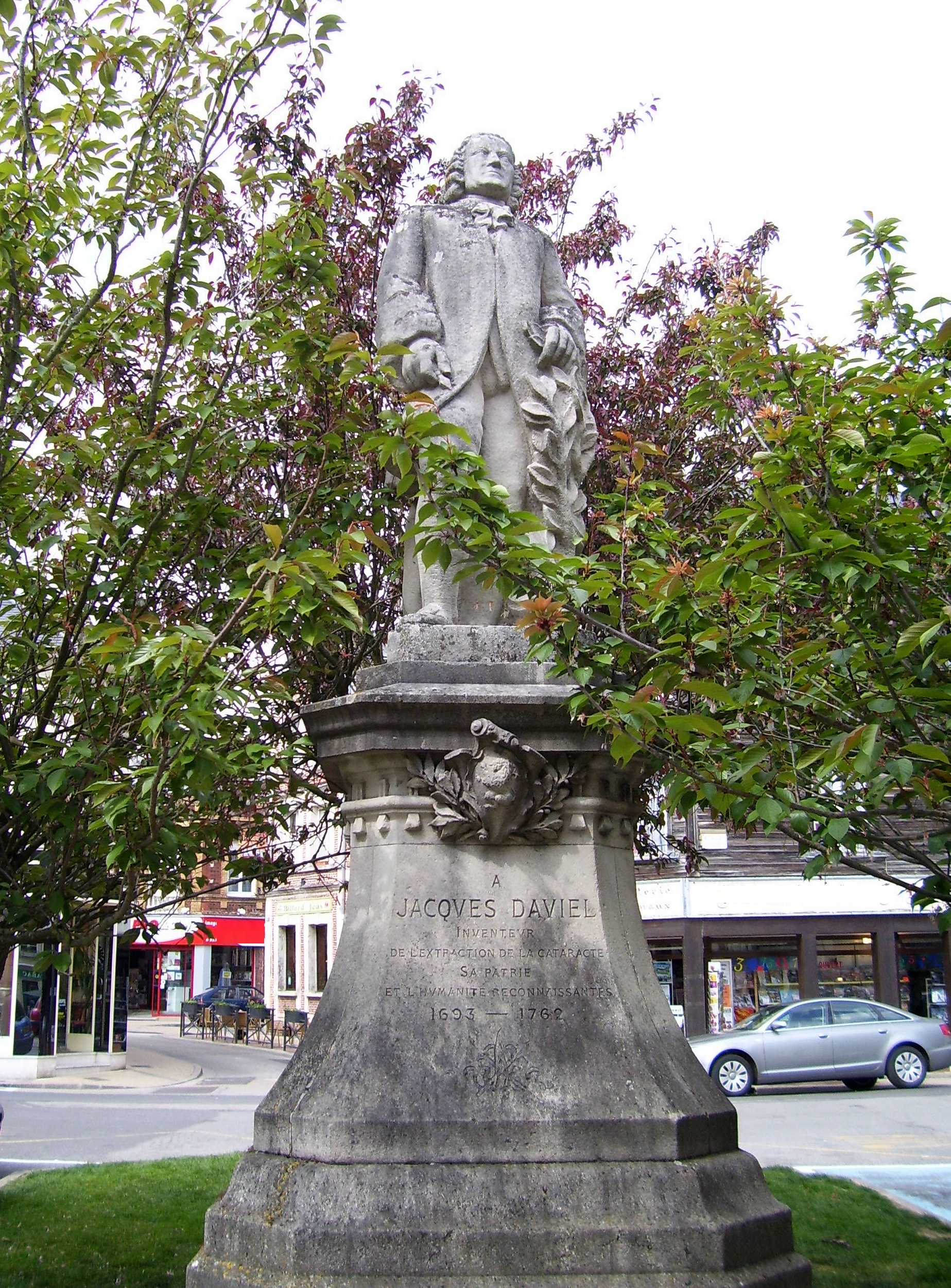
Statue de Daviel à Bernay.
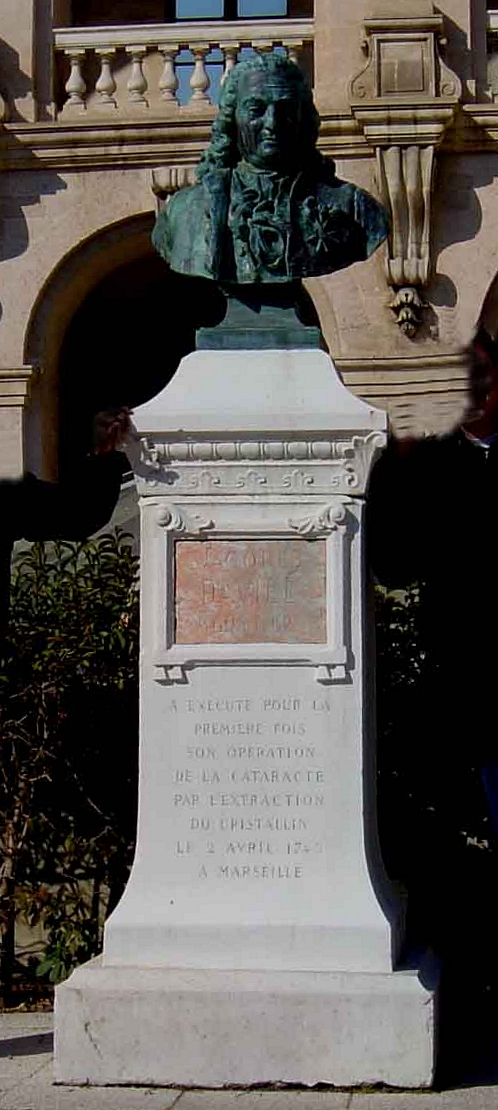
Buste de Daviel à l'Hôtel-Dieu de Marseille.

- En 1963, l'administration postale française a émis un timbre à son effigie par Albert Decaris.